# Sindrome di Cogan
La  Sindrome di Cogan è una rara patologia autoimmune caratterizzata da infiammazione ricorrente della cornea e spesso febbre, affaticamento e perdita di peso, episodi di vertigini, acufeni e perdita dell'udito. Può portare a sordità o cecità se non trattata. La forma classica della malattia è stata descritta per la prima volta da D.G. Cogan nel 1945.

## Sintomatologia
La sindrome viene sovente indicata come una vasculite, mentre le vasculiti (dell'aorta, del polmone o altre) in realtà sono solo i sintomi più caratterizzanti insieme all'ipereosinofilia e la cheratite interstiziale non luetica, di questa sindrome. Colpisce soggetti giovani con eguale distribuzione tra i due sessi. La vasculite interessa i vasi di piccolo e medio calibro, con aspetti istopatologici indistinguibili da quelli della PANc, ma può essere interessata l'aorta (aortite). La malattia si caratterizza per la cheratite interstiziale e per le lesioni dell'apparato audiovestibolare, con sordità anche improvvisa, ma spesso sono presenti febbre, perdita di peso, artralgia/artrite, rash, epatosplenomegalia.
I sintomi presentano in fotofobia, dolore, atassia, vertigini, oscillopsia.

## Fattori di rischio
Negli studi medici è stata calcolata una stretta relazione della presenza di asma e rinite allergica con la presenza della sindrome.  Attualmente si pensa che la sindrome di Cogan sia una malattia autoimmune. L'infiammazione nell'occhio e nell'orecchio è dovuta al sistema immunitario del paziente che produce anticorpi che attaccano l'orecchio interno e il tessuto oculare. Gli autoanticorpi possono essere dimostrati nel sangue di alcuni pazienti e questi anticorpi hanno dimostrato di attaccare il tessuto dell'orecchio interno in studi di laboratorio. L'infezione da batteri Chlamydia pneumoniae è stata dimostrata in alcuni pazienti prima dello sviluppo della sindrome di Cogan, portando alcuni ricercatori a ipotizzare che la malattia autoimmune possa essere iniziata dall'infezione. Tuttavia la C. pneumoniae è una causa comune di polmonite lieve e la stragrande maggioranza dei pazienti con infezione da batteri non sviluppa la sindrome di Cogan.

## Diagnosi
La diagnosi è sostanzialmente clinica, mentre può essere d'ausilio l'angiografia. L'esame con lampada a fessura è essenziale. Recenti lavori hanno suggerito che la risonanza magnetica ad alta risoluzione e gli anticorpi per gli antigeni dell'orecchio interno possono essere utili. La sindrome di Cogan può verificarsi nei bambini ed è particolarmente difficile da riconoscere in quella situazione.

## Terapia
Per le manifestazioni più gravi, possono essere necessari corticosteroidi orali per ridurre la risposta infiammatoria. Quando sono necessarie grandi quantità di steroidi o se la malattia è grave e non risponde alla terapia con steroidi, si raccomandano spesso altri farmaci immunosoppressori. Questi farmaci immunosoppressori includono metotrexato, ciclofosfamide, ciclosporina o azatioprina. In alcuni casi, sono prescritte combinazioni di questi medicinali. Occasionalmente, se la malattia ha danneggiato i vasi sanguigni nell'orecchio, l'impianto cocleare può essere usato per ripristinare un certo senso dell'udito.
La cinnarizina è principalmente usata per trattare la nausea e il vomito associati a cinetosi, vertigini, sindrome di Ménière o sindrome di Cogan. Gli studi hanno dimostrato che produce un miglioramento significativo nella perdita dell'udito in alcuni pazienti